# Emiliano Ruprah de Fina
Emiliano Ruprah de Fina (México, 22 de agosto de 1983) es un director y escritor mexicano. Su trabajo se centran en las culturas y especies en peligro de extinción, el medio ambiente y la guerra. 
Ha trabajado para National Geographic, Discovery, Smithsonian, y RYOT produciendo documentales de animales salvajes en 28 países.   

## Biografía
Estudió Historia, Política y Cultura Latinoamericana en la Universidad de Toronto (2005), después de eso continuó con una maestría en Comunicación con especialidad en Video la cual la realizó en American University (2007). 

## Trayectoria profesional
Del 2010 al 201 trabajó como escritor e investigador en Organization of American States, durante su estadía se publicó su artículo sobre Inmigración en América Latina, el cual está enfocado en movimientos generales, sinopsis histórica sociopolítica y fuga de cerebros. Cuando trabajó en National Geographic (2011-2012) editó videos de uso interno y promocional, también desarrolló contenido para el sitio web. Del 2014 al 2016 fue productor asociado para Earth Touch en el cual dirigió varias series de la misma empresa.  

### Filmografía
Escribió, dirigió, produjo y editó para RYOT films el cortometraje “War Tourist” (2014) está es una película de realidad virtual que se exhibe en el Marché du Film en Cannes, en el 2017 salen “Kurdistan Warrios” y “Yezidi Genocide” de igual manera, en realidad virtual. En el año 2019 realizó para Smithsonian Channel  dos documentales sobre las grandes migraciones silvestres Epic Animal Migrations Mexico la cual fue nominada al premio EMMY en la categoría de Mejor Documental, 2021.  Después de esto salen los documentales Nómadas (2020) y El guardián de las monarcas (2024) en el cual fue realizado de la mano de Homero Gómez Gonzales, defensor de la mariposa monarca.  
Es copresentador de la serie Unexplored and Unexplained (2019-2020) para Discovery Inc, su colaboración continua actualmente como productor de campo e investigador en Chiapas, México. 